# Ola Kaibjer
Ola Kaibjer (28 marzo 1969) è un ex schermidore svedese.

## Biografia
Nei campionati europei di scherma ha conquistato una medaglia di bronzo a Lisbona nel 1992, nella gara di fioretto individuale.

## Palmarès
In carriera ha conseguito i seguenti risultati:
- Europei di scherma

Lisbona 1992: bronzo nel fioretto individuale.